# Bureau international des producteurs d'assurances et de réassurances

Logo du BIPAR

Le Bureau international des producteurs d'assurances et de réassurances, BIPAR (appelée également Fédération européenne des intermédiaires d'assurances) est une organisation européenne regroupant les associations de professionnels des intermédiaires d'assurance en Europe. Fondée à Paris en 1937, le BIPAR s'est établi à Bruxelles depuis 1989. 
En février 2010, elle représente 47 associations nationales, établies dans 31 pays et environ 80 000 agents d'assurances et courtiers, employant en tout environ 250 000 personnes. 
Le BIPAR est partenaire d’organismes internationaux comme l’OCDE où l’OMC. Il a également contribué en 1999 à la fondation de la Fédération Internationale des Intermédiaires d'assurances.  